# Frederic I, Duce de Anhalt
Frederic I (germană Herzog Friedrich I von Anhalt) (29 aprilie 1831 – 24 ianuarie 1904) a fost prinț german din Casa de Ascania care a domnit asupra ducatului de Anhalt din 1871 până în 1904.

## Biografie

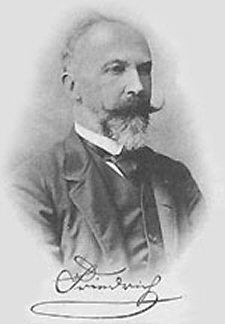
Ducele Frederic I de Anhalt

Frederic s-a născut la Dessau în 1831 ca al treilea copil și singurul fiu al lui Leopold al IV-lea, Duce de Anhalt și a soției acestuia, Prințesa Frederica Wilhelmina a Prusiei, fiica Prințului Louis Carol al Prusiei.
A studiat la Bonn și Geneva, și în 1851 a intrat în armata prusacă la Potsdam. 
La 22 aprilie 1854, la Altenburg, s-a căsătorit cu Prințesa Antoinette de Saxa-Altenburg. Ea era fiica Prințului Eduard de Saxa-Altenburg și a soției acestuia, Prințesa Amalie de Hohenzollern-Sigmaringen. Cuplul a avut șase copii:
- Leopold, Prinț Ereditar de Anhalt
- Frederic al II-lea, Duce de Anhalt
- Elisabeta, Mare Ducesă de Mecklenburg-Strelitz
- Eduard, Duce de Anhalt
- Prințul Aribert
- Alexandra, Prințesă de Schwarzburg

În 1863 a devenit moștenitor al Ducatului de Anhalt, când tatăl său, Leopold al IV-lea, a moștenit toate teritoriile Anhalt în urma decesului ducelui de Anhalt-Bernburg.
În 1864, a participat la al doilea război schleswig de partea cumnatului său, Prințul Friedrich Karl al Prusiei, și în perioada 1870-71 în războiul franco-prusac ca general locotenent. A fost prezent la proclamarea lui Wilhelm I ca împărat al Germaniei în Sala Oglinzilor de la Palatul Versailles la 18 ianuarie 1871. 
La 22 mai 1871, Frederic i-a succedat tatălui său ca Duce de Anhalt. La 23 ianuarie 1904 el a suferit un atac de apoplexie și a murit a doua zi, la castelul Ballenstedt, la vârsta de 72 de ani. Cum fiul său cel mare Leopold murise din 1886, el a fost succedat de al doilea fiu, Frederic al II-lea, Duce de Anhalt.